# Kilpisjärvi (plaats)
Kilpisjärvi is een nederzetting in de gemeente Enontekiö in Fins Lapland, maar wel herkenbaar als bewoning.
112 km ten noorden van Karesuando is dit de noordelijkste plaats van Finland in "het westelijk oor".
Kilpisjärvi is een klein dorp aan de grens met Noorwegen (aan de Noorse kant ligt geen plaats). Het is te bereiken met de bus vanuit het Noorse Skibotn en het Finse Karesuando. Voorts ligt het aan de E8. Het heeft een kleine luchthaven (Fins: lentoasema) (alleen helikopters voor noodgevallen) en er is een weerstation. Het dorp biedt uitzicht op het meer Kilpisjärvi. Het ligt zo'n 500 meter boven de zeespiegel. Even boven dit dorp ligt het hoogste punt van de E8.
Naast bewoning kent het dorp verschillende zomerparken, gelegenheden tot wintersport en een supermarkt. Daarnaast kan men vanuit hier een (boot-)tocht ondernemen naar het drielandenpunt tussen Zweden, Noorwegen en Finland, als het weer het toestaat tenminste. Uiteraard vertrekken hier vele wandelpaden de natuur in; ook richting de voor Samen heilige berg Saana.
In het plaatselijk benzinestation zijn nog oude foto's te zien van voordat de weg werd doorgetrokken richting Noorwegen; door het barre weer moest men met een pont over.
Hoofdplaats: Hetta

Dorpen: Äijäjoki · Jatuni · Kaaresuvanto · Kantola · Kelottijärvi · Ketomella · Kilpisjärvi · Kultima · Kuttanen · Leppäjärvi · Luspa · Markkina · Maunu · Muotkajärvi · Näkkälä · Nartteli · Nunnanen · Palojärvi · Palojoensuu · Pättikkä · Peltovuoma · Pousujärvi · Raittijärvi · Ropinsalmi · Saarikoski · Saivomuotka · Sonkamuotka · Vähäniva · Vuontisjärvi · Ylikyrö

Aanduiding: Kivilompolo